# Risto Ulmala
Risto Ulmala (né le 7 mai 1963 à Helsinki) est un athlète finlandais, spécialiste des courses de fond.

## Biographie
S'il a été finaliste (dans les huit premiers) du 5 000 mètres, par deux fois aux Championnats d'Europe, et une fois aux Championnats du monde, il est demeuré sans résultat notable aux Jeux olympiques, en 1992 sur le 5 000 mètres et le 10 000 mètres et en 1996 sur le marathon.

### Palmarès
| Date | Compétition           | Lieu     | Résultat | Épreuve | Performance    |
| ---- | --------------------- | -------- | -------- | ------- | -------------- |
| 1990 | Championnats d'Europe | Split    | 6e       | 5 000 m | 13 min 25 s 08 |
| 1991 | Championnats du monde | Tokyo    | 7e       | 5 000 m | 13 min 33 s 46 |
| 1994 | Championnats d'Europe | Helsinki | 7e       | 5 000 m | 13 min 40 s 84 |

### Records
| Épreuve  | Performance     | Lieu     | Date              |
| -------- | --------------- | -------- | ----------------- |
| 5 000 m  | 13 min 21 s 90  | Malmö    | 5 août 1991       |
| 10 000 m | 27 min 53 s 00  | Berlin   | 10 septembre 1991 |
| Marathon | 2 h 13 min 58 s | New York | 12 novembre 1995  |